# Audrey Beecham
Audrey Beecham, nom complet Helen Audrey Beecham (Weaverham, Cheshire, 1915 - Oxford, Oxfordshire, 1989) va ser una poetessa, professora i historiadora anglesa, neboda del director d'orquestra i empresari Thomas Beecham. Isaiah Berlin la va descriure com “a young, earnest, impulsive, feministic anarchist” (una anarquista jove, franca, impulsiva i feminista). Va participar en la Guerra Civil Espanyola. Es graduà al Somerville College de la Universitat d'Oxford. La seva especialitat acadèmica va ser la història de l'economia agrícola. Va ensenyar història econòmica i social a la Universitat de Nottingham des de 1950 fins que es va jubilar l'any 1980. Va ser també responsable (warden) de la residència femenina d'estudiants Florence Nightingale Hall de la Universitat de Nottingham, situada dins del campus mateix. Florence Nightingale Hall va ser la primera residència que es va construir a la Universitat de Nottingham (en honor de Florence Nightingale). La gestió financera que en va fer Beecham i la integració dels tutors dels estudiants en la vida de la residència va ser un model per als wardens que van succeir-la. El seu interès en la poesia i l'art d'avantguarda es va reflectir en la seva governança a través de les activitats culturals conjuntes que promovia.
Audrey Beecham va tenir relació amb la literatura catalana a través de l'escriptor Enric Casasses, que la va conèixer a Nottingham a mitjan anys 70. Ella va ser qui el va ajudar a trobar una feina al menjador d'estudiants de la universitat. Segons Casasses, a més del llibre The Coast of Barbary (1957), Beecham tenia enllestit un llibre que no publicava perquè no volia destruir els boscos. El poeta català tenia el projecte d'editar aquest llibre en paper reciclat.
Va estar promesa amb Maurice Bowra de l'estiu (setembre) de 1936 a l'estiu de 1937. Es deia que ella era lesbiana. Quan això se li va comentar a Maurice Bowra, ell va respondre amb el famós joc de paraules “buggers can't be choosers” (el qui rep no pot triar), també atribuït a Winston Churchill. Beecham va conèixer els codis del cercle més estret de Bowra i va aprendre que allí calia tenir la pell gruixuda. Cyril Connolly la punxava perquè tenia unes opinions massa pomposes i sentencioses. Bowra opinava que això li faria un bé i que, a més, a ella li agradava força que la punxessin. L'agost de 1937 van anar 3 dies a París, però poc després del viatge, Beecham va començar a tenir dubtes. Malgrat el conflicte, Isaiah Berlin tenia simpatia per tots dos. L'abandonament de Beecham va ferir i humiliar Bowra, que deia que se l'estimava, però altres persones opinaven que Beecham s'havia deixat enredar massa per les aspiracions de Bowra d'esdevenir respectable a través del matrimoni per així guanyar la càtedra de grec a la Universitat d'Oxford.